# Дженис Бурнич
Дженис Бурнич (на немски: Dženis Burnić; роден на 22 май 1998 в Хам) е германски футболист, играе като полузащитник и се състезава за германския Борусия Дортмунд.

## Клубна кариера

### Борусия Дортмунд
Бурнич е продукт на школата на германския гранд Борусия Дортмунд. През януари 2015 година, едва на 16 години, е поканен от мениджъра Юрген Клоп в първия отбор за зимния лагер в испанския курорт Ла Манга. На 17 януари 2015 година се появява в игра в контролата срещу румънския Стяуа Букурещ, а германците печелят с 1-0. Три месеца по-късно удължава контракта си до 2018 година.
През лятото на 2016 година е извикан от новия треньор Томас Тухел отново в първия тим за лятната подготовка. На 28 юли 2016 година играе в контролата срещу английския Манчестър Сити, заменяйки в 65-ата минута Марк Бартра.
На 18 октомври 2016 година Бурнич прави професионалния си дебют, заменяйки в добавеното време Феликс Паслак при победата като гост с 2-1 над Спортинг Лисабон в мач от турнира Шампионска лига.

## Национален отбор
Към момента Бурнич играе за Националния отбор на Германия до 19 години. Преди това има записани мачове за гарнитурите на Германия до 15, до 16 и до 19 години. Има и един отбелязан гол за Германия до 16 години.